# Jan Nieuwenhuys
Jan Nieuwenhuys – nogle gange Jan Nieuwenhuijs – (8. januar 1922 – 28. december 1986) var en hollandsk maler og en af grundlæggerne af den hollandske eksperimentalistgruppe Reflex, der senere blev en del af COBRA.

## Biografi
Nieuwenhuys blev født i Amsterdam, og som 14-årig besluttede han og hans to år ældre bror, Constant Nieuwenhuys, sig for at blive malere. I perioden 1938-41 gik han på Rijksnormaalschool i Amsterdam, og senere under krigen tog han kurser på Rijksacademie i Amsterdam. Det var på Rijksacademie, han mødte Karel Appel og Corneille.
Under krigen malede han næsten kun klovner, nøgenstudier og elskende par. Efter krigen begyndte han at male fantasidyr i stil med aggressive haner, katte og tyre. Han og hans bror havde mange diskussioner om hans billeder, da Constant under krigen kun havde malet katolske motiver som pietà eller jomfru Maria-portrætter eller stillebener. På den baggrund var det Constants opfattelse, at Jan valgte for overfladiske motiver.
I 1948 grundlagde brødrene sammen med Appel, Corneille og flere andre Experimentele Groep Holland, som nogle måneder senere indgik i COBRA. I denne periode var Jan Nieuwenhuys i sine billeder influeret af drømme, børnetegninger, mentalt handicappede personers kunstneriske udfoldelser og primitiv kunst. Dyr som fugle og katte spiller en fremtrædende rolle i de fleste af hans værker sammen med mere fantastiske væsener, der havde både menneskelige, animalske og mekaniske elementer. En række af disse væsener balancerer på et reb eller bærer både som hatte.
Nieuwenhuys blev snart træt af mange af medlemmerne af COBRA, idet de efter hans opfattelse var mere optaget af berømmelse end af det kunstneriske udtryk. Han blev træt af skænderierne i gruppen, som han forlod midt i 1949. Andre medlemmer fulgte ham, men vendte tilbage til den store COBRA-udstilling på Stedelijk Museum.
I 1964 udtalte han i et interview: "Gruppen var ikke dannet som en udstillingsgruppe, men som en aktivistgruppe. Vi ville gøre en indsats der, bekæmpe blødheden i kunsten på den tid og bruge vores fantasi til at ændre det. Desværre måtte jeg konstatere, at mange af de eksperimenterende fra den periode snart blev æstetikere. Alt offentligt holder op med at kæmpe. Jeg finder, at værker af nogle af dem var meget passive dengang."
Nieuwenhuys koncentrerede sig senere udelukkende om sit arbejde. Hans malerier blev mere og mere fri, og han eksperimenterede med forskellige materialer som flourescerende maling og alt andet, han kunne få fingrene i. Alt kunne blive til et maleri.
I et interview fra 1964 sagde han: "Jeg begynder med mit materiale og min farve. Med dette udtrykker jeg mig. Fra materialet kommer jeg til mit subjekt, og denne fremgangsmåde er måske modsat af, hvad malere gjorde før i tiden. I maler på samme måde, som jeg skriver, som jeg ler. Det er derfor jeg maler forskelligt hele tiden, fordi mit humør svinger. Det er måden, jeg føler på."
"Som maler vil jeg ikke male en bestemt situation. Jeg er ikke abstrakt på den måde, at jeg er non-figurativ. Jeg forsøger at være ekspressiv, og derfor har jeg brug vor visse billeder. I dag er jeg i Kina, i morgen i Paris, dagen efter et nyt sted. Vi konfronteres hver dag med, hvad der foregår i hele verden. Man lever et bestemt sted, men også i hele verden. Det er måske derfor, vi bliver så ligeglade og hårde, fordi vi oplever for meget. Sult, krig. Den specifikke situation betyder ingenting mere.
Fra samme interview: "Jeg vil ønske, at mennesker, der i fremtiden ser mine værker, vil kunne se det 20. århundrede. Kunstneren må give sin tid tøj på. Og det er lige meget, om han er arkitekt, digter eller maler. I abstrakte malerier savner jeg tidens præg, grovheden. Vi mennesker af i dag lever med frygten for atombomben. De abstrakte skaber bare en kunstig verden til jer."
Jan Nieuwenhuys døde i Amsterdam i 1986.